# Bắc Hồng Lĩnh
Bắc Hồng Lĩnh là một phường thuộc tỉnh Hà Tĩnh, Việt Nam. Phường được hình thành trên cơ sở sáp nhập các phường Bắc Hồng, Đức Thuận, Trung Lương của thị xã Hồng Lĩnh cũ và xã Xuân Lam của huyện Nghi Xuân cũ trong đợt Sáp nhập tỉnh thành Việt Nam 2025.

## Địa lý
- Phía Đông giáp xã Nghi Xuân
- Phía Tây giáp xã Đức Quang và Đức Thịnh
- Phía Nam giáp phường Nam Hồng Lĩnh
- Phía Bắc giáp xã Lam Thành (tỉnh Nghệ An).

## Hành chính và tên gọi
Phường Bắc Hồng Lĩnh được thành lập theo Nghị quyết số 1665/NQ-UBTVQH15 của Ủy ban Thường vụ Quốc hội Việt Nam, ban hành ngày 16 tháng 6 năm 2025. Theo đó, sắp xếp toàn bộ diện tích tự nhiên, quy mô dân số của các phường Bắc Hồng, Đức Thuận, Trung Lương của thị xã Hồng Lĩnh và xã Xuân Lam của huyện Nghi Xuân thành phường mới có tên phường Bắc Hồng Lĩnh.
Sau sắp xếp phường có diện tích tự nhiên: 35,31km2, quy mô dân số: 28.729 người. Trụ sở của phường Bắc Hồng Lĩnh dự kiến đặt tại Thị ủy Hồng Lĩnh trước đây.

### Di tích lịch sử

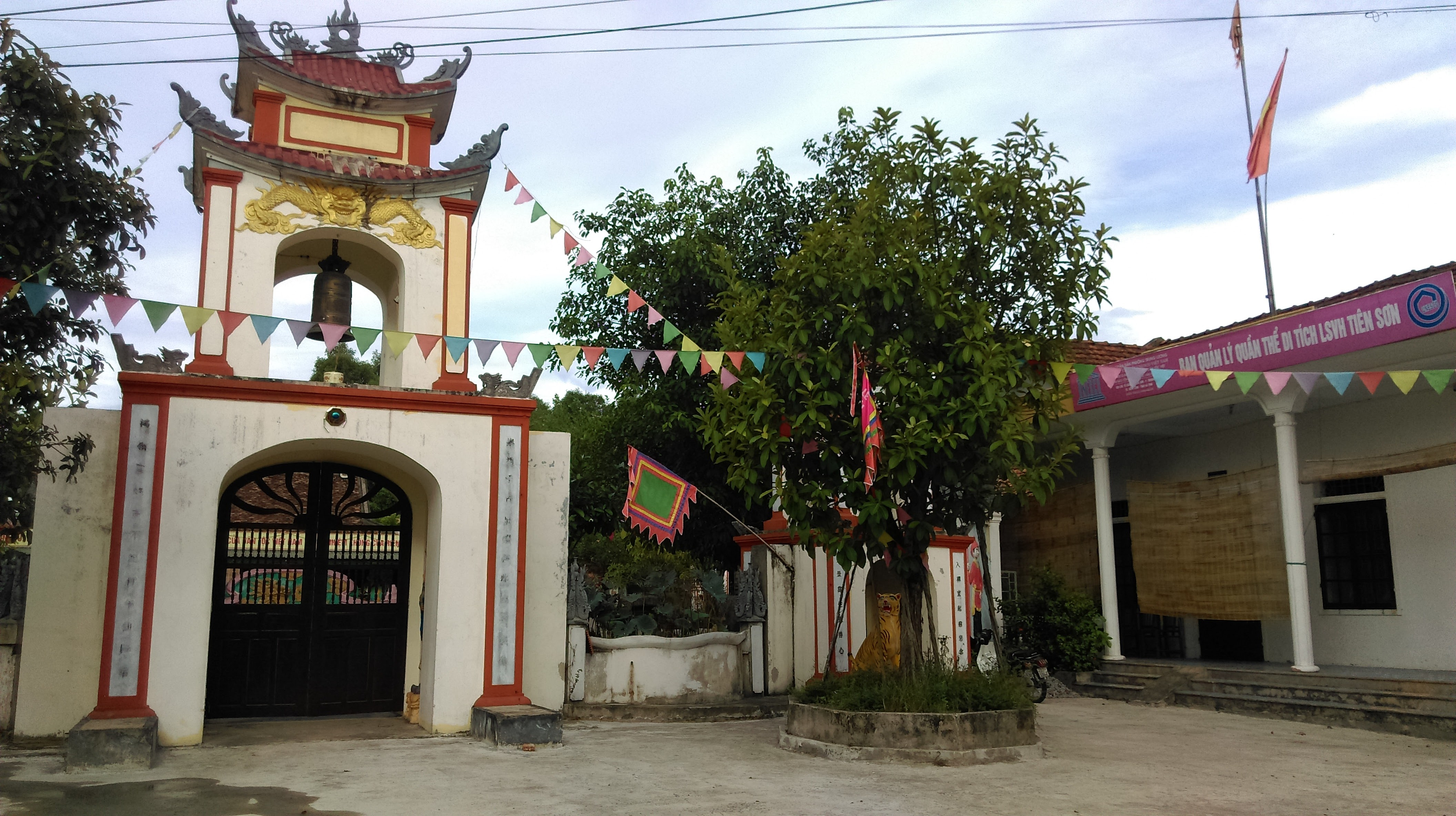
Khu di tích Tiên Sơn, Hà Tĩnh